# Вилькен
Вилькен (нем. von Wilcken) — дворянский род.
Родоначальник — Ханс Вилькен (2-я половина XVI в.), член магистрата г. Аренсбург (о. Эзель), владел поместьями в Эстляндии и Лифляндии. Его потомки, унаследовавшие имения Хоудлейх (Choudleigh, эст. Voka vald‎), Ваддемойс (Waddemois, эст. Vaimõisa‎) и Вессельдорф (Wesseldorf, эст. Vestli mõis‎) стали родоначальниками трёх ветвей рода Вилькен.
Иоганн Генрих Вилькен из дома Хоудлейх (1734—1795) возведен в дворянское достоинство Священной Римской империи (1795), его потомки в том же году внесены в I часть дворянской родословной книги Санкт-Петербургской губ.
Из дома Вессельдорф наиболее известен Христиан Иванович (Христиан Фабиан Альберт) фон Вилькен (1786—1849), генерал-лейтенант, командир Дворянского полка, член Совета о Военно-учебных заведениях (с 1834), награждён орденами Св. Георгия 4-й ст., Св. Владимира 3-й ст., Св. Анны 2-й ст. Его внуки:
- Михаил Иванович фон Вилькен (1849—1913), техник-архитектор, автор проектов нескольких доходных домов в С.-Петербурге;
- Мария Ивановна фон Вилькен (1847—1908), замужем за Яковом Афанасьевичем Ушаковым (1840—1913), членом Государственного совета; владела имением Успенское-Озерки (Даниловского уезда Ярославской губернии), автор мемуаров о поэте Н. А. Некрасове. Род Вилькен фон Вессельдорф внесен во II часть дворянской родословной книги Ярославской губернии. Её внук — Николай Николаевич Ушаков, русский советский поэт, писатель и переводчик.

Известен дворянский род Вилькены фон Беверсхофы (Wilcken von Bevershof); происходил из Лифляндии. Родоначальник — Якоб Иоганн Вилькен фон Беверсхоф (конец XVII — начало XVIII вв.), капитан шведской армии. Его внуки:
- Карл Рейнгольд Вилькен фон Беверсхоф (1726—1806);
- Христиан Николаус Вилькен фон Беверсхоф (1734—1794) и их потомки в 1797 внесены в Лифляндский матрикул.

Известен Рудольф Васильевич Вилькен фон Беверсхоф (1813—1871), действительный статский советник, служил в Цензурном комитете в С.-Петербурге.
- Его сын — Дмитрий Рудольфович Вилькен фон Беверсхоф (1853—1923), тайный советник, сенатор, товарищ председателя Главного управления Красного Креста, похоронен в Белграде.

Вильгельм Николаевич (Вильгельм Николаус) Вилькен фон Беверсхоф (1796—1865), генерал-лейтенант.
Виктор Егорович (Пауль Виктор) Вилькен фон Беверсхоф (1840—1906), вице-адмирал (1900). В 1863-64 мичман корвета «Витязь», директор маяков и лоций Балтийского моря, младший флагман Балтийского флота.
- Его сыновья: Павел Викторович, капитан 1-го ранга, Виктор Викторович, капитан 1-го ранга, во время Первой мировой войны командир дивизиона подводных лодок. Их потомки ныне проживают в Германии.

Известны также дворянские роды Вилькены фон Керсели (Wilcken von Kersel), происходил из Лифляндии, утвержден в дворянском достоинстве Священной Римской империи (1744) и Вилькены фон Гразельны (Wilcken von Graseln), происходил из Курляндии, утвержден в шведском дворянском достоинстве (1700).

## Представители фамилии
- Вилькен, Василий Николаевич — Георгиевский кавалер; подполковник; № 6518; 5 декабря 1841.
- Вилькен, Евстафий Антонович — Георгиевский кавалер; майор; № 9429; 26 ноября 1854.
- Вилькен, Ульрих (1862—1944) — немецкий историк античности.
- Вилькен, Фёдор Иванович — Георгиевский кавалер; майор; № 4114; 26 ноября 1827.
- Вилькен, Христиан Иванович — Георгиевский кавалер; генерал-майор; № 4193; 25 декабря 1828.

## Описание герба
герб Вилькен фон Беверсхоф
В голубом поле, стоящий на зелёной земле обнаженный муж с дубовыми ветками на голове и чреслах, сопровождаемый во главе щита двумя серебряными восьмиконечными
звёздами, указующий на стоящий справа от него пень с зелёной веткой о пяти листьях.
Щит увенчан дворянским коронованным шлемом. Нашлемник — серебряная восьмиконечная звезда, между двумя серебряными рогами (хоботами). Намет голубой с серебром.